# WHH GT
WHH GT ist die Bezeichnung für eine Gruppe standardisierter Wohnhochhäuser der DDR. Die Abkürzung WHH steht für Wohnhochhaus, GT für die angewendete Großtafelbauweise. Die Bezeichnung ist lose und bündelt konstruktionstechnisch unterschiedliche Gebäudetypen, die von unterschiedlichen Architekten zwischen Ende der 1960er und Mitte der 1980er Jahre separat entwickelt wurden.

## WHH GT 18 und 18/21

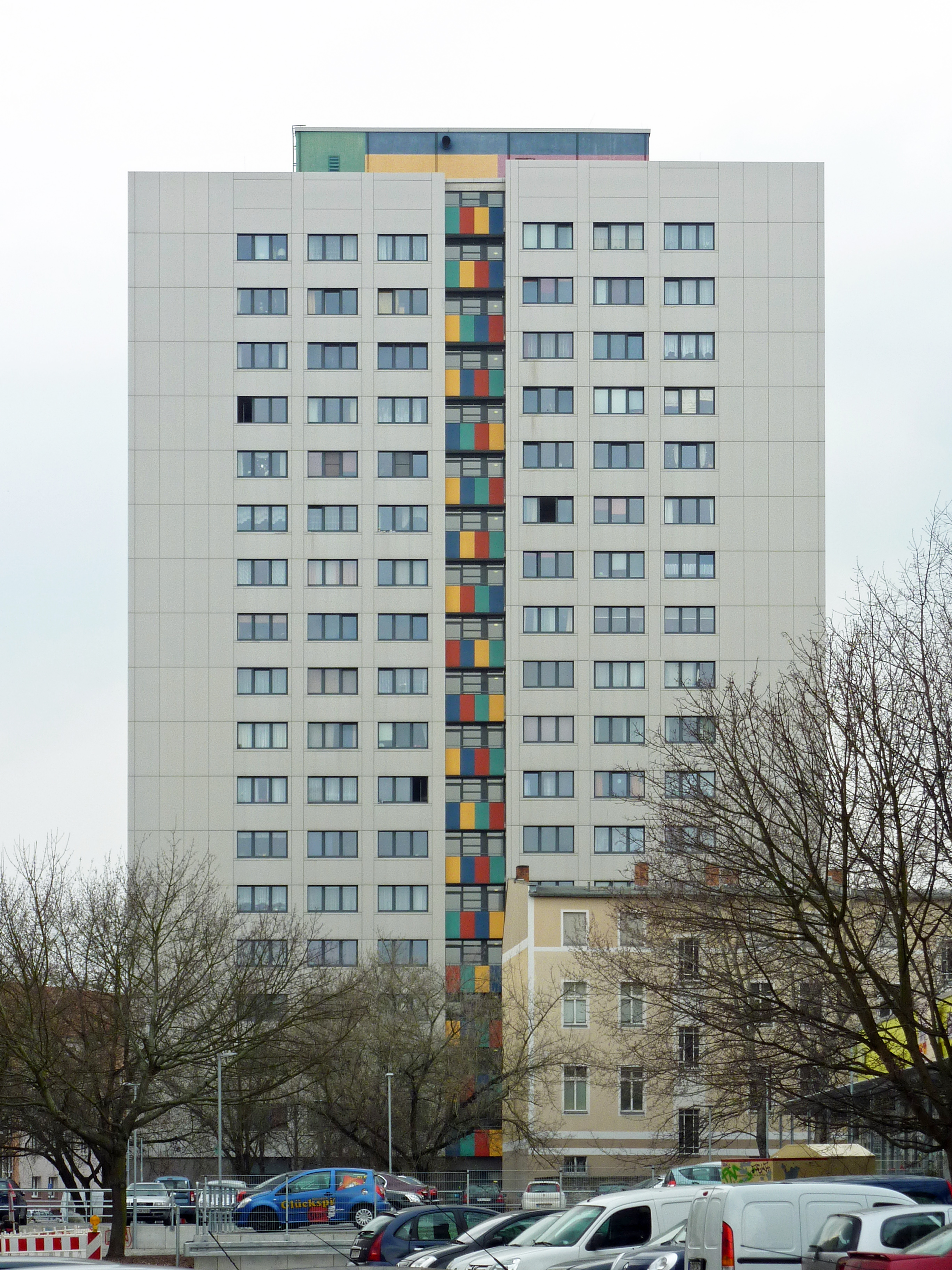
GT 18, Einbecker Straße, Berlin-Friedrichsfelde

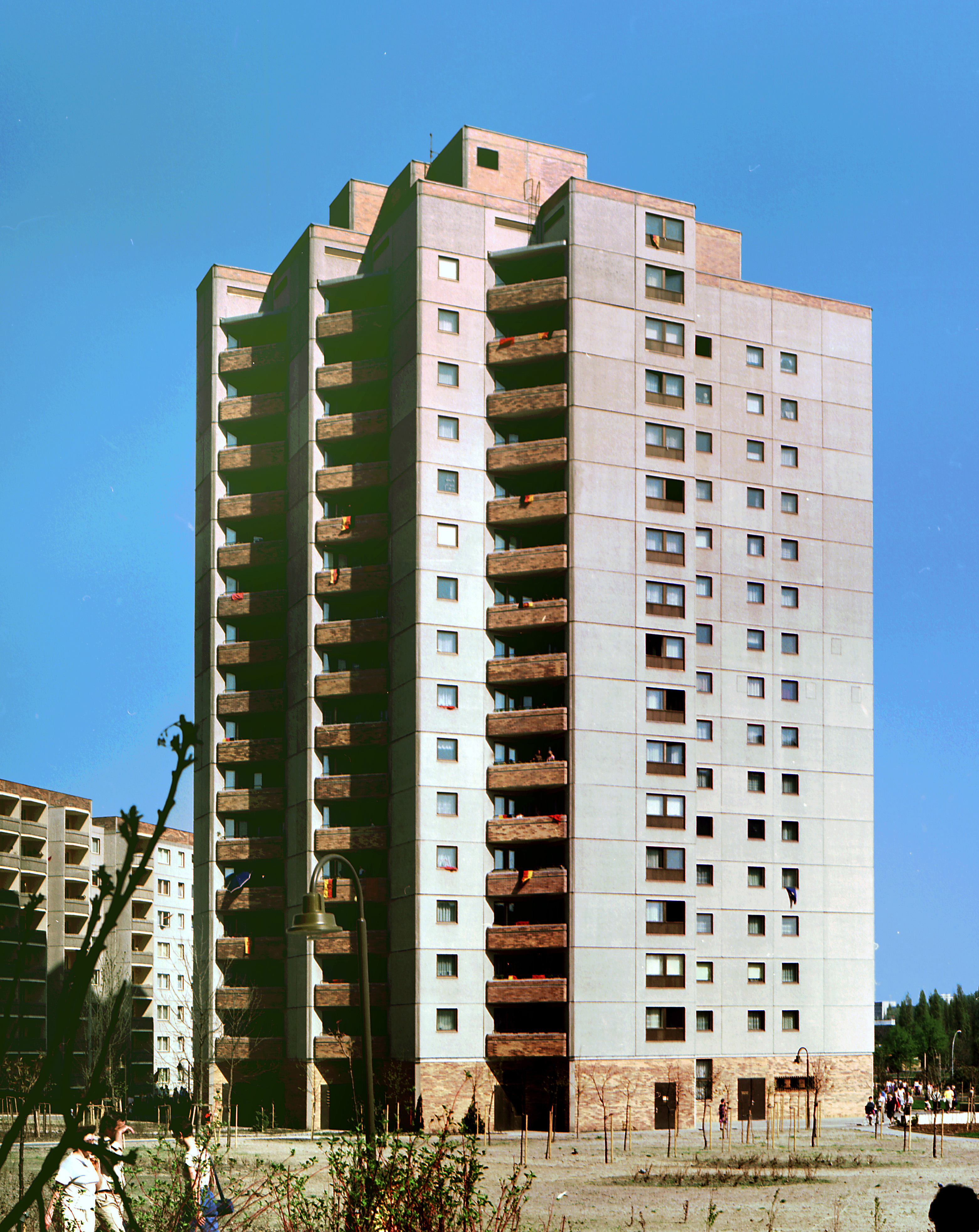
GT 84/85, Ernst-Thälmann-Park, Berlin, 1986

WHH GT 18 und WHH GT 18/21 (Typ Berlin) ist ein Typ eines standardisierten Wohnhochhauses, der vom Architektenkollektiv Helmut Stingl und Joachim Seifert von 1969 bis 1971 mit der Laststufe 6,3 Mp auf einem Grundraster von 3,60 m für das Wohnungsbaukombinat Berlin entwickelt wurde. Die Kennzahlen stehen für die Geschosszahl, während der Typ WHH GT 18 18 Geschosse aufwies, war das WHH GT 18/21 als Doppelhochhaus mit 18 (eine der Doppelhochhaushälften) bzw. 21 Etagen (die andere Doppelhochhaushälfte) konzipiert, die beiden Hälften waren dabei charakteristisch gegeneinander versetzt. Ein Turm enthielt dabei jeweils 136 Wohneinheiten, davon 51 mit Loggien, im Erdgeschoss fanden sich Gemeinschaftsräume, Technik und ggf. kleine Läden.
Die Gebäude sind freistehende Punkthochhäuser, die als städtebauliche Dominanten für Stadtzentren gedacht waren. Sie waren Nachfolger des Mitte der 1960er als ersten Wohnhochhaustyps der DDR gebauten WHH 17. Erstmals wurden 21-geschössige Bauten des Typs 1968/68 bei der Neubebauung der Fischerinsel errichtet. An der Holzmarktstraße finden sich drei GT 18, an der Straße der Pariser Kommune sowie in der Siedlung Frankfurter Allee Süd Bauten des Typs GT18/21. Daneben findet sich der Typ an zahlreichen weiteren Standorten in Berlin.
Eine Variante des Typs stellt das Wohnhochhaus am Platz der Vereinten Nationen dar, das dreifach gestaffelt ist und bis zu 24 Geschosse aufweist.

## WHH GT 84/85
Der WHH GT 84/85 ETP (Laststufe 6,3 Mp) war als Nachfolger des WHH GT 18/21 konzipiert und war 1982 für das Wohngebiet Thälmannpark vom Kollektiv Helmut Stingl entworfen worden (ETP = Ernst-Thälmann-Park). Der vieleckige, fächerförmige Grundriss mit diagonal angeordneten Balkonen wurde mit 12, 15 und 18 Geschossen auf einem Grundraster von 3,60 m ausgeführt.

## WHH GT Typ Windmühle
Das 1968 ursprünglich zum Bau in der Berliner Littenstraße vorgesehene Wohnhochhaus wurde 1971/72 in Rostock in der August-Bebel-Straße vom VEB Wohnungskombinat Rostock errichtet. Namensgebend ist der charakteristisch windmühlenförmige Grundriss, bei dem vom Zentrum aus mehrere Flügel mit bis zu 25 Geschossen 161 Wohneinheiten Raum geben.